# Meteorus argyrotaeniae
Meteorus argyrotaeniae är en stekelart som beskrevs av Johansen 1949. Meteorus argyrotaeniae ingår i släktet Meteorus och familjen bracksteklar. Inga underarter finns listade i Catalogue of Life.